# چلوکی
چلوکی، روستایی است از توابع بخش مرکزی شهرستان هیرمند در استان سیستان و بلوچستان ایران.

## جمعیت
این روستا در دهستان دوست‌محمد قرار داشته و براساس سرشماری سال ۱۳۸۵جمعیت آن ۱۱۹نفر (۲۱خانوار) بوده‌است.